# Kanaaldeling
Wanneer twee televisiezenders op hetzelfde televisiekanaal uitzenden, noemt men dat kanaaldeling. Meestal zendt het ene kanaal kinderprogramma's uit van 6 uur 's ochtends tot 6 uur 's avonds. Daarna zendt het andere kanaal programma's voor de hele familie of voor alleen volwassenen uit van 6 uur 's avonds tot 6 uur 's ochtends.
Zenders met kanaaldeling in Nederland zijn:
- Disney XD (van 06.00 tot 18.00) en Veronica (van 18.00 tot 06.00)
- NPO Zappelin, NPO Zapp en NPO 3

Zenders met kanaaldeling in Vlaanderen zijn:
- Ketnet en Canvas (onregelmatige uren)
- EXQI Culture (maandag tot woensdag) en EXQI Sport (donderdag tot zondag)